# Walter Knoglinger
Walter Knoglinger  (* 1. Dezember 1928 in Ried im Innkreis; † 22. August 2012) war ein österreichischer Journalist, Kommunikationsmanager und Sportfunktionär. Er leitete von 1977 bis 1988 das Amt für Presse und Fremdenverkehr der Stadt Linz. Als Präsident des Landessegelverbandes wurde er zum Konsulenten für Sport der Oberösterreichischen Landesregierung ernannt.

## Leben und Wirken
Walter Knoglinger ist als Sohn des dortigen Hauptschullehrers und Poeten August Knoglinger in Peuerbach aufgewachsen.
Nach dem Besuch der Mittelschule in Wien und Linz war er von 1948 bis 1968 als Journalist bei Tages- und Wochenzeitungen in Linz und Wien sowie als Leiter der Öffentlichkeitsarbeit eines Autoherstellers tätig. U.a. arbeitete er von 1949 bis 1954 für die damals größte oberösterreichische Wochenzeitung Echo der Heimat, zeitweilig auch als deren Chefredakteur. Er war zehn Jahre lang Redaktionsmitglied der Oberösterreichischen Nachrichten.
Neben seinem Beruf studierte er an der Universität Wien Publizistik, Kunstgeschichte und Geschichte.
1969 kam er zum Amt für Presse und Fremdenverkehr der Stadt Linz und von 1977 bis 1988 war er Leiter dieser Dienststelle. In dieser Funktion war er Chefredakteur der Zeitschriften Linz aktiv und Was ist los.
Er schrieb zahlreiche Aufsätze und Beiträge zu kultur- und kunsthistorischen Themen und ist Autor von landeskundlichen Schriften und Büchern.

## Sportfunktionär
Knoglinger erlernte das Segeln in einer Marineschule an der Ostsee und frönte seinem Hobby auf dem Attersee. Er war 32 Jahre Präsident des Oberösterreichischen Segelverbandes, wurde danach zum Ehrenpräsidenten des Verbandes ernannt und es wurde ihm das Goldene Ehrenzeichen des Oberösterreichischen Segelverbandes verliehen. Als Konsulent der oberösterreichischen Landesregierung für das Sportwesen setzte er sich bei Ämtern und Behörden für die oberösterreichischen Segelvereine ein.

## Werke
- Linz heute. Landeshauptstadt, Lebensraum und Wirtschaftsraum, Linz 1986, ISBN 9783853203781.
- 25 Jahre Linz aktiv. 100 Ausgaben der  kulturellen Vierteljahresschrift Linz aktiv, Linz, 1986, in: Linz Aktiv 100, S. 15 bis 17.
- 500 Jahre Linz – Landeshauptstadt, Rudolf Trauner Verlag, Linz 1989, ISBN 3-85320-473-2, 295 S.
- Buchschätze des Mittelalters vor dem Verfall bewahrt. Das Lebenswerk von Buchrestauratorin Prof. Eleonore Klee in St. Florian. In: Blickpunkte Oberösterreich, Kulturzeitschrift, Jahrgang 41, Linz 1991.
- Baugeschichte des Linzer Domes, in: Oberösterreichische Nachrichten 1962, Nr. 99, Linz 1962.
- Das Haus der verewigten Vergangenheit. Die Bedeutung des oberösterreichischen Landearchivs, in: Oberösterreichische Nachrichten 1959, Nr. 90, Linz 1959.
- Mit Wilfried Hopf u. a.: Blasmusik international. 50 Jahre Trachtenkapelle Leonding, Leonding 1977.
- Linzer Veranstaltungsgesellschaft mbH (LIVA), Hrsg.: Festschrift zur Eröffnung des Brucknerhauses, Linz 1974, 95 Seiten.
- Das Vermächtnis des Flusses. Leben und Schicksal für Generationen an den Ufern. Schiffertradition der Bürger von Stadl-Paura an der oberen Traun, Blickpunkte Oberösterreich, Kulturzeitschrift, Jahrgang 42, 1992, Heft 3, S 20ff, Linz, 1992.
- Der Weg aus dem Chaos. Die Stadt Linz seit 1945, in: Linz aktiv, Heft 35, 1970, S 15ff, Linz 1970.
- Die Hallstattzeit steigt aus den Gruben. Prähistoriker durchforschen älteste Grubenbaue des Hallstätter Salzberges, in: Oberösterreichische Nachrichten 1963, Nr. 167, Linz 1963.
- Die Technik der Reportage. Dargestellt an Hand der Linzer Tages-Post und des Nachfolgeblattes Oberösterreichische Nachrichten, Linz 1962, 176 Seiten.
- Die Zeit, das sind 4000 Jahre ... Hallstatt von der Vorgeschichte her gesehen, in: Oberösterreichische Nachrichten 1962, Nr. 261, Linz 1962.
- Fürsorge und Wohlfahrtspflege, in: Das oberösterreichische Heimatbuch, Band 1, Wien 1966, S. 171ff.
- Grossist in Ferienfreuden. Seit 60 Jahren expandiert das Linzer Reisebüro Raml auf dem weltweiten Touristikmarkt, in: Linz aktiv Nr. 111, 1989, S. 18ff.
- Kriegsschauplatz Heimat, neunteilige Serie in den Oberösterreichischen Nachrichten 1965 zum Kriegsende in Oberösterreich im Jahre 1945, Linz 1965.
- Lebensgefährten aus Ton und Schamott. Die Welt der Kachelöfen liegt in Oberösterreich, in: Blickpunkte Oberösterreich, Kulturzeitschrift, Jahrgang 42, 1992, Heft 4, S. 54ff.
- Linz aktiv. Ein Jahrzehnt im Dienste der Landeshauptstadt. Die repräsentative Vierteljahresschrift der Stadt Linz in der Vergangenheit und in der Gegenwart, in: Linz aktiv, Heft 41, 1971, Linz 1971, S. 9ff.
- Linz heute. Linz today. Landeshauptstadt von ungestümer Lebenskraft und heimlicher Schönheit, Linz 1978, 250 Seiten.
- Linz im Kraftfeld der sozialen Revolution. Arbeits- und Wohnungsbedingungen der Arbeiterschaft in Linz um die Jahrhundertwende, in: Linz aktiv, Heft 31, 1969, S. 13ff.
- Mondsees verlorene Handschriften, in: Oberösterreichische Nachrichten, 1962, Nr. 255, Linz 1962.
- Obere Donau. Tal der Hoffnung, in: Blickpunkte Oberösterreich, Kulturzeitschrift, Jahrgang 43, 1983, Heft 4, S. 16ff.
- Quarz in meinen Augen. Fast eine Million Steine werden im Jahr bearbeitet, in: Oberösterreichische Nachrichten 1960, Nr. 101.
- Selbstbefreiung oder Selbsttäuschung des Menschen. Das zentrale Anliegen des Malers Ernst Reischenböck, in: Linz aktiv, 1970, Heft 37, S. 33ff.
- Wellenreiten mit Hindernissen. Die Entwicklung der Linzer Schiffswerft in den 160 Jahren ihres Bestandes, in: Linz aktiv, 1992, Heft 115, S. 26ff.
- Romantisches Peuerbach. 700 Jahre Markt Peuerbach. Peuerbach 1981.